# Neomonecphora obtusa
Neomonecphora obtusa är en insektsart som beskrevs av Nast 1950. Neomonecphora obtusa ingår i släktet Neomonecphora och familjen spottstritar. Inga underarter finns listade i Catalogue of Life.